# سيرج نغوما
سيرج نغوما (بالإنجليزية: Serge Ngoma)‏ هو لاعب كرة قدم أمريكي في مركز الهجوم، ولد في 9 يوليو 2005 في نورث بلينفيلد في الولايات المتحدة. لعب مع نيو يورك ريد بولز 2 ونيويورك ريد بولز.

## وصلات خارجية
- سيرج نغوما على موقع الدوري الأمريكي (الإنجليزية)
- سيرج نغوما على موقع قاعدة بيانات كرة القدم.إي يو (الإنجليزية)
- سيرج نغوما على موقع Soccerway.com (الإنجليزية)